# Bjarni Benediktsson (1908)

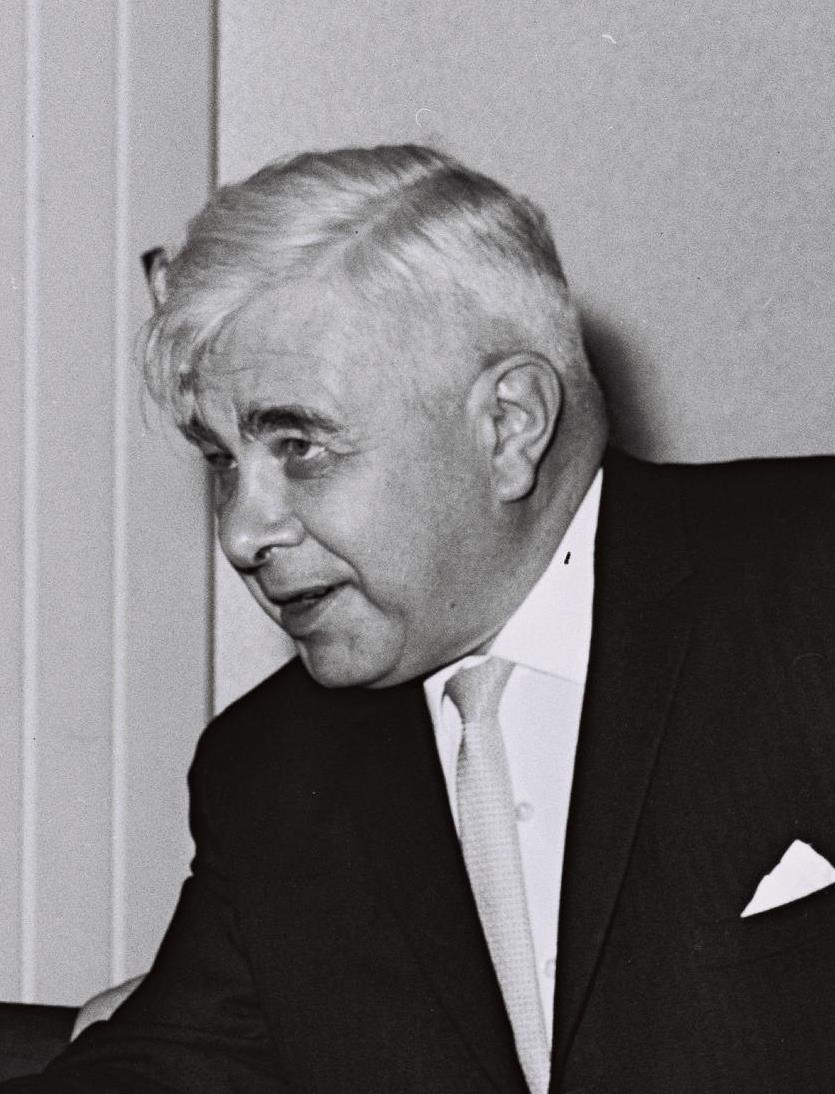
Bjarni Benediktsson in 1964

Bjarni Benediktsson (30 april 1908 - 10 juli 1970) was een IJslands politicus. Hij was premier van IJsland van 14 november 1963 tot zijn dood op 10 juli 1970. Zijn vader, Benedikt Sveinsson (1877-1954), was de voorzitter van de onafhankelijkheidsbeweging in IJsland en een lid van het Alding (het IJslandse parlement) van 1908 tot 1931. Zelf was Bjarni Benediktsson lid van de Onafhankelijkheidspartij (Sjálfstæðisflokkurinn) en ook hij had zitting in het parlement.
Bjarni Benediktsson studeerde grondwettelijk recht en werd op amper 24-jarige leeftijd al professor aan de Universiteit van IJsland. Hij werd voor de Onafhankelijkheidspartij verkozen in de gemeenteraad van Reykjavik. Van 1940 tot 1947 was hij tevens burgemeester van de IJslandse hoofdstad.
In 1947 werd hij Minister van Buitenlandse Zaken. Tot 1956 vervulde hij een groot aantal banen in de kabinetten van andere ministers. Onder zijn ambtstermijn als buitenlands minister werd IJsland een van de stichtende leden van de NAVO in 1949. Toen de linkse partijen in IJsland in 1956 een coalitieregering vormden, werd Bjarni Benediktsson redacteur van Morgunblaðið, een conservatief dagblad.
In 1959, toen de Onafhankelijkheidspartij een coalitieregering met de Sociaal-Democraten vormde, werd Bjarni Benediktsson Minister van Justitie. Twee jaar later werd hij verkozen tot voorzitter van de Onafhankelijkheidspartij en in 1963 nam hij het premierschap op zich. Hij bleef in deze positie tot zijn tragische dood, die veroorzaakt werd door een brand in het zomerhuis van de regering in Þingvellir. Ook zijn vrouw en kleinzoon kwamen in deze brand om.
Bjarni Benediktsson was de vader van Björn Bjarnason en de stiefvader van Vilmundur Gylfason. Hij was de oudoom van zijn naamgenoot Bjarni Benediktsson (1970), die in 2017 bijna elf maanden IJslands premier was.